# Euroclear
Euroclear ist eine 1968 von der Morgan Guaranty Trust Co. gegründete Clearinggesellschaft mit Sitz in Brüssel.
Zu ihren Aufgaben zählen die Verwahrung von Wertpapieren (Custody), die Abwicklung von Wertpapiertransaktionen (Settlement) sowie Mehrwertdienstleistungen wie die Verwaltung von hinterlegten Sicherheiten (Collateral Management) und die Vermittlung von Wertpapierleihen, jedoch nicht das eigentliche Clearing.
Euroclear ist eines der weltweit größten Clearingsysteme für internationale Wertpapiere.
Euroclear besitzt derzeit rund 15,8 Prozent der Anteile an LCH.Clearnet.

## Kennzahlen
Einige Beispiele für das Jahr 2022 nach Eigenangaben des Unternehmens (siehe die Broschüre „Euroclear credentials“):
- Über 2000 teilnehmenden Finanzinstituten in 120 Ländern
- Verwaltung von 35,6 Billionen EUR Vermögen (Assets); 27,5 Billionen EUR in dem Jahr 2010
- 295 Millionen Abwicklungen im Wert von 1.000 Billionen pro Jahr

## Organization
Euroclear beschäftigt über 5.000 permanente Mitarbeiter und Direktion (Stand September 2024):
- Chairman: Francesco Vanni D’Archirafi
- Group CEO: Valérie Urbain

## Shareholder
Die Top 3 Shareholder an der Euroclear Holding SA/NV (Stand November 2023) sind:
1. Sicovam Holding S.A. (15,89 %)
2. Société Fédérale de Participations et d'Investissement SA/NV (12,92 %)
3. Caisse des Dépôts et Consignations (10,91 %)

## Geschichte
Euroclear wurde von Morgan Guaranty 1968 gegründet und 1972 und an die Euroclear Clearance System PLC verkauft.
Im Jahr 2000 wurde das Geschäft von der Brüsseler Niederlassung von Morgan Guaranty, Bereich Euroclear Operation Center, auf die zu diesem Zweck gegründete Brüsseler „Euroclear Bank S.A.“ übertragen.
Im Jahr 2002 übernahm die Euroclear den britischen Zentralverwahrer CRESTCo (Irland und UK) und umbenannt zu Euroclear UK & Ireland.